# Аддис-Абебский скоростной трамвай
Аддис-Абебский скоростной трамвай (амх. የአዲስ አበባ ቀላል ባቡር) — система легкорельсового транспорта (ЛРТ) города Аддис-Абеба, столицы Эфиопии. Была открыта 10 сентября 2015 года. Обслуживается компанией Эфиопские железные дороги. В Африке это вторая система ЛРТ (после Тунисской) и четвёртая частично подземная городская рельсовая система (после Каирского, Алжирского метрополитенов и Йоханнесбургской городской электрички).

## История
Строительство началось в декабре 2011 года. Тестовое движение без пассажиров началось 1 февраля 2015 года.
Пассажирское движение по синей линии (север-юг) началось 20 сентября 2015 года, а по второй зелёной линии (запад-восток), движение было запущено 9 ноября того же года.
Система была создана компаниями Китая (строительство — China Railway Group, оператор — Shenzhen Metro Group).

## Описание
Система в основном эстакадная и наземная. Функционируют 39 станций на двух линиях.
| Линия                  | Дата открытия    | Длина   | Количество станций |
| Синяя (север-юг)       | 20 сентября 2015 | 16,9 км | 23                 |
| Зелёная (запад-восток) | 9 ноября 2015    | 17,4 км | 22                 |

В системе 10 надземных, 28 наземных и единственная подземная станция расположена в центре города, на площади Менелика II. Имеется два депо, первое за станцией Калити (для синей линии) и второе между станциями Мери и Айат (для зелёной линии). Обслуживают две линии 41 трёхсекционный низкопольный трамвай. Билет стоит от 2 до 6 быр. Пассажиропоток составляет 200000 человек в день.

## Перспективы
- Планируется продление на север, юг, восток, запад от существующих конечных[3].

## Галерея
- Эстакада трамвая у площади Мескеля
- Подземная станция
- Подземная станция
- Состав
- Пути
- Видео прибытия трамвая на станцию и отправления